# Traité de Riga
Ne doit pas être confondu avec Paix de Riga.

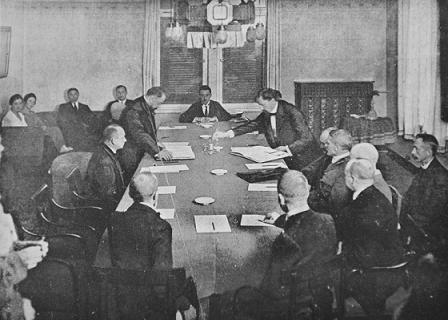
Autorités lettones et russes durant la signature du traité en 1920.

Le traité de Riga du 11 août 1920 est signé entre le gouvernement de la jeune république de Lettonie et la Russie bolchevique à Riga après l'armistice conclu en février 1920 à la suite de la libération de la Latgale (ou Livonie polonaise, la région orientale de la Lettonie) par les armées lettonne et polonaise, marquant la fin de la guerre d'indépendance de la Lettonie. Le traité est ratifié en octobre par les deux gouvernements.

## Contexte historique
Cet accord représente l'étape finale de la guerre d'indépendance de la Lettonie et marque l'échec du gouvernement bolchevique à reprendre pied sur les rives de la Baltique. Dès la fin du conflit mondial, les armées soviétiques avaient profité du délitement des troupes d'occupation allemandes (l'Allemagne occupait la Courlande depuis 1915, Riga en septembre 1917 et le reste des territoires lettons depuis l'hiver 1918) pour conquérir la plus grande partie des territoires lettons (sauf les territoires autour de Liepaja) avec l'aide de troupes bolcheviques lettonnes.
L'organisation de troupes germano-baltes, de corps francs-allemands et enfin de troupes nationales lettones combinée au soutien des flottes alliés envoyées en Baltique orientale et aux revers contre les troupes blanches sur les autres fronts avait bloqué cette offensive. Si les troupes bolcheviques purent profiter un temps des divisions entre Allemands, Germano-Baltes, Estoniens et Lettons, la libération de Riga en mai 1919 fut le signe d'une retraite généralisée vers l'Est.
L'offensive des corps francs russo-allemands de Bermondt contre le gouvernement letton installé depuis l'été 1919 à Riga permit aux Soviétiques de se maintenir encore en Latgale. Mais dès la défaite de Bermondt devant Riga et l'évacuation des troupes allemandes sous la surveillance des Alliés, le gouvernement letton prépara en lien avec le gouvernement polonais la libération totale du pays.
Dès l'automne 1919, il devint nécessaire pour le gouvernement soviétique de chercher à signer la paix afin de se concentrer sur les autres fronts (Ukraine, Pologne) et consolider sa situation intérieure. Il était enfin clair que les gouvernements soviétiques baltes avaient échoué à obtenir le soutien de la population malgré des succès initiaux prometteurs du fait d'une politique répressive très sévère, de la persécution des autres partis et mouvements non bolcheviques et surtout de l'opposition à des réformes agraires favorisant la création d'une couche de petits propriétaires (à l'opposé donc de la collectivisation souhaitée).
De leur côté, les gouvernements baltes étaient peu désireux de poursuivre indéfiniment un conflit vu l'épuisement des populations et favoriser la victoire des Blancs tout aussi hostiles à leur indépendance.
Dès la libération de la Latgale, le gouvernement letton réfléchit à imiter le gouvernement estonien qui dès janvier avait signé le traité de Dorpat ou Tartu et entame des négociations, basées sur le droit des peuples à disposer d'eux-mêmes et les proclamations soviétiques assurant de son désir de reconnaître la volonté des populations.

## Dispositions du traité
Dans ce traité, l'ancien occupant reconnaît la république de Lettonie et renonce définitivement à une nouvelle occupation. Cette dernière clause, figurant dans l'article 2, ne sera pas respectée par Staline qui, dès 1939, établit des bases militaires en Lettonie, la politique qui aboutira à court terme à l'incorporation forcée de la Lettonie dans l'URSS dans le cadre de l'occupation des pays baltes.
La Lettonie était représentée par :
- Jānis Vesmanis
- Pēteris Berģis
- Ansis Buševics
- Eduards Kalniņš
- Kārlis Pauļuks

La Russie soviétique était représentée par :
- Adolf Joffé
- Jakov Haniecky

## Conséquences
À la fin de 1919, les victoires militaires des bolcheviks et la multiplication des tentatives révolutionnaires à l'étranger donnent à Lénine le sentiment que le moment est venu de « sonder l’Europe avec les baïonnettes de l’Armée rouge » pour étendre la révolution vers l’ouest, par la force.
Cette défaite sonne le glas du désir de Lénine d'exporter la révolution russe à l'étranger.